# Glacier Kennicott
Pour les articles homonymes, voir Kennicott.
Le glacier Kennicott, en anglais Kennicott Glacier, est un glacier d'Alaska aux États-Unis. Il s'étend depuis le mont Blackburn jusqu'à la rivière Kennicott dans les montagnes Wrangell. Il est situé au milieu du parc national de Wrangell-St. Elias, près de la petite localité de McCarthy, et de la ville fantôme de Kennecott.
Il a été nommé ainsi en 1869 en l'honneur de Robert Kennicott. Ce nom est aussi porté par un ferry qui circule dans le golfe d'Alaska.